# Michele Marsh
Pour les articles homonymes, voir Marsh.
Michelle Noëlle Buhler — née le 20 décembre 1946 à Mulhouse (Haut-Rhin) et morte le 17 octobre 2017 — est une actrice américaine d'origine franco-suisse, connue sous le nom de scène de Michele Marsh (parfois orthographié Michèle Marsh).

## Biographie
Née d'une mère française et d'un père suisse, Michele Marsh et ses parents s'installent en 1950 aux États-Unis, où elle obtient la citoyenneté américaine. Au cinéma, son premier film américain est Un violon sur le toit de Norman Jewison (avec Chaim Topol et Norma Crane), sorti en 1971.
Suivent six autres films américains, dont Coup double de Jeff Kanew (1986, avec Burt Lancaster et Kirk Douglas). Son dernier tournage à ce jour est le film indien My Name Is Khan de Karan Johar (2010, avec Shahrukh Khan et Kajol).
Pour la télévision américaine, à ce jour, elle contribue à trente-et-une séries, depuis Mannix (un épisode, 1972) jusqu'à Awake (un épisode, 2012). Entretemps, mentionnons Baretta (trois épisodes, 1976-1977), La Petite Maison dans la prairie (un épisode, 1982), À la Maison-Blanche (un épisode, 1999) et Dr House (un épisode, 2011).
S'ajoutent sept téléfilms, le premier étant Le Dernier des Mohicans (en) de James L. Conway (1977, avec Steve Forrest et Andrew Prine) ; le dernier est diffusé en 1999.
Michele Marsh mène également une partie de sa carrière au théâtre.
Elle décède d’un cancer du sein le 17 octobre 2017 à l’âge de 63 ans. 

## Filmographie

### Cinéma (intégrale)
- 1971 : Un violon sur le toit (Fiddler on the Roof) de Norman Jewison : Hodel
- 1977 : Evil Town de Curtis Hanson et autres : Julie
- 1982 : Deadly Alliance de Paul S. Parco : Michelle Harvey
- 1986 : Coup double (Tough Guys) de Jeff Kanew : une journaliste de la télévision
- 2007 : Chope de Mike Fishbein (court métrage)
- 2007 : The Dead One de Brian Cox : une ouvrière
- 2009 : Knuckle Down de Christian Martinen (court métrage) : Ann
- 2010 : My Name Is Khan de Karan Johar : Mme Tracy Brennen

### Télévision

#### Séries (sélection)
- 1972 : Mannix
  - Saison 6, épisode 12 Dimanche perdu (Lost Sunday) de Reza Badiyi : Mlle Henshaw
- 1974 : Le Magicien (The Magician)
  - Saison unique, épisode 17 The Illusion of the Deadly Conglomerate de David Moessinger : Sœur Janet
- 1974-1975 : Gunsmoke
  - Saison 20, épisode 6 The Wiving (1974) de Victor French et épisode 19 Brides and Grooms (1975) de Victor French : Sarah
- 1976 : Ellery Queen, à plume et à sang (Ellery Queen)
  - Saison unique, épisode 22 Du plomb dans l'aile (The Adventure of the Disappearing Dagger) de Jack Arnold : Norma Lee Burke
- 1976 : Sur la piste des Cheyennes (The Quest)
  - Saison unique, épisode 5 Day of Outrage de Bernard McEveety : Rosie
- 1976-1977 : Baretta
  - Saison 2, épisode 15 Murder for Me (1976) de Curtis Harrington : Irini Petros
  - Saison 3, épisode 1 The Ninja (1976 - une masseuse) de Don Weis et épisode 17 Not on Our Black (1977 - Maria Canzone) de Burt Brinckerhoff
- 1981 : Buck Rogers
  - Saison 2, épisode 9 Le Secret Dorian (The Dorian Secret) de Jack Arnold : Cleis
- 1981-1983 : Quincy (Quincy, M.E.)
  - Saison 6, épisode 13 Who Speaks for the Children (1981) : Carol Carmody
  - Saison 8, épisode 21 Suffer the Little Children (1983) : Virginia « Ginny » Rayano
- 1982 : La Petite Maison dans la prairie (Little House on the Prairie)
  - Saison 9, épisode 4 Rage de Maury Dexter : Constance Stark
- 1986 : Alfred Hitchcock présente (Alfred Hitchcock Presents), seconde série
  - Saison 1, épisode 14 La Bête (Beast in View) de Michael Toshiyuki Uno : une cliente de la librairie
- 1988 : Star Trek : La Nouvelle Génération (Star Trek: The Next Generation)
  - Saison 1, épisode 16 Quand la branche casse (When the Bough Breaks) de Kim Manners : Leda
- 1988 : Rick Hunter (Hunter)
  - Saison 5, épisode 1 Un enfant trop fragile (Heir of Neglect) d'Alexander Singer : Claire Siebert
- 1989 : Falcon Crest
  - Saison 8, épisode 15 The Vigil, épisode 16 Missing Links et épisode 17 Resurrection de Jerome Courtland : Dr Janet Austen
- 1989 : Les Routes du paradis (Highway to Heaven)
  - Saison 5, épisode 9 La Décision (Choices) de Michael Landon : Barbara Hopkins
- 1999 : À la Maison-Blanche (The West Wing)
  - Saison 1, épisode 5 Les Fêlés et toutes ces femmes (The Crackpots and These Women) d'Anthony Drazan : une économiste
- 1999 : Diagnostic : Meurtre (Diagnosis Murder)
  - Saison 7, épisode 9 La Voix qui monte (The Mouth That Roared) de Terrence O'Hara : Emily
- 2000 : Titus
  - Saison 1, épisode 8 Intervention : Melissa
- 2008 : Desperate Housewives
  - Saison 4, épisode 16 Quelques écarts (The Gun Song) : Sheila
- 2009 : Médium (Medium)
  - Saison 5, épisode 2 Marché de dupes (Things to Do in Phoenix When You're Dead) : une secrétaire
- 2009 : Prison Break
  - Saison 4, épisode 22 Vers la liberté (Killing Your Number) de Kevin Hooks : une électrice
- 2011 : Dr House (House, M.D.)
  - Saison 8, épisode 2 Second Souffle (Transplant) de Daniel Attias : Betty
- 2012 : Awake
  - Saison unique, épisode 9 Match de folie (Game Day) : Colleen Jones

#### Téléfilms (intégrale)
- 1977 : Le Dernier des Mohicans (Last of the Mohicans) de James L. Conway : Cora Morgan
- 1978 : The Immigrants d'Alan J. Levi : Anna Lavetta
- 1981 : Les Aventures d'Huckleberry Finn (The Adventures of Huckleberry Finn) de Jack Hively : Mme Loftus
- 1988 : Shootdown de Michael Pressman : Jane
- 1996 : Raven Hawk d'Albert Pyun : Mme Wilkes
- 1997 : The Beneficiary de Marc Bienstock : Carol
- 1999 : Le Tourbillon des souvenirs (A Memory in My Heart) d'Harry Winer : Nell